# Liste des cours d'eau de Seine-et-Marne

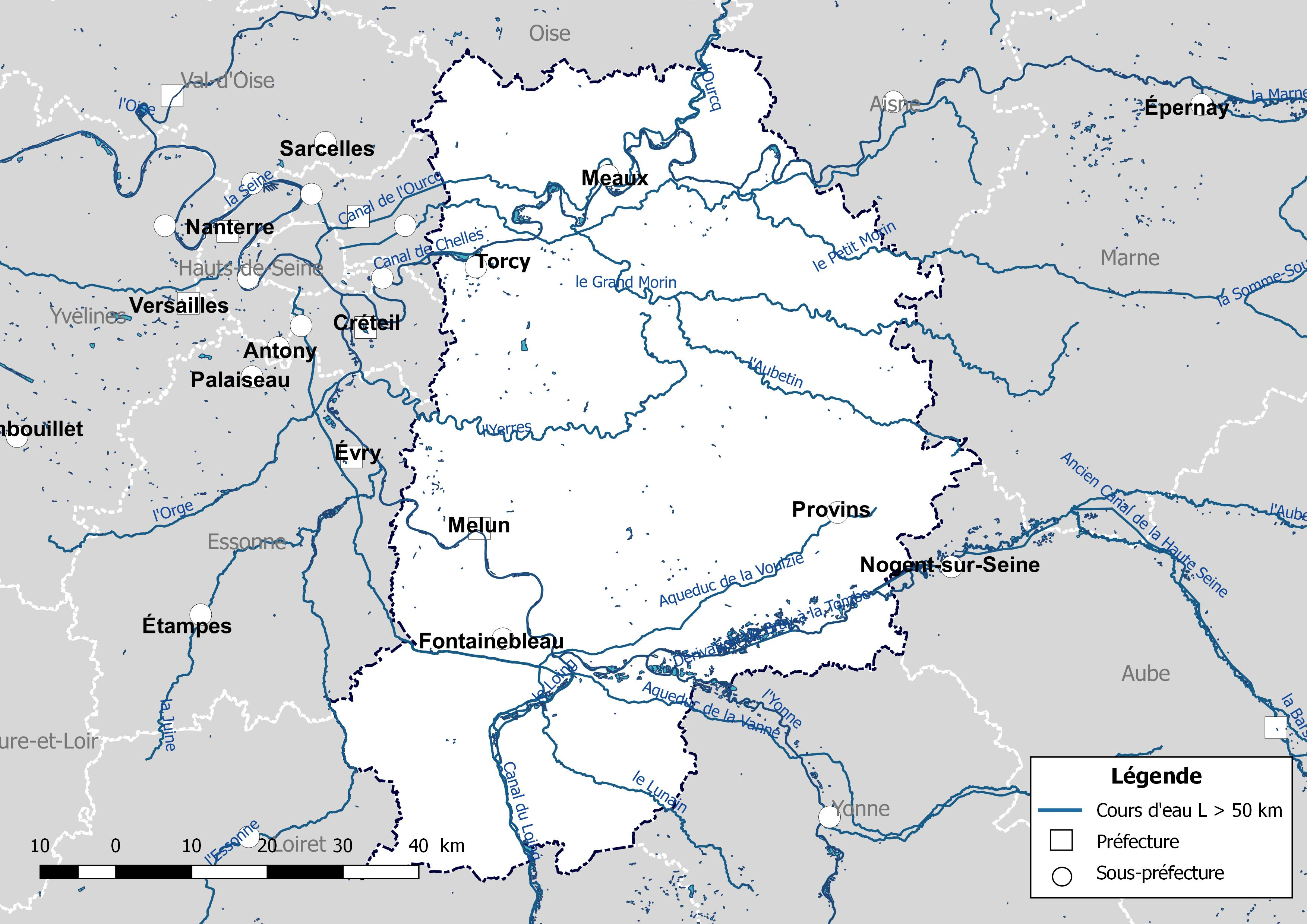
Carte des cours d'eau de longueur supérieure à 50 km de Seine-et-Marne.

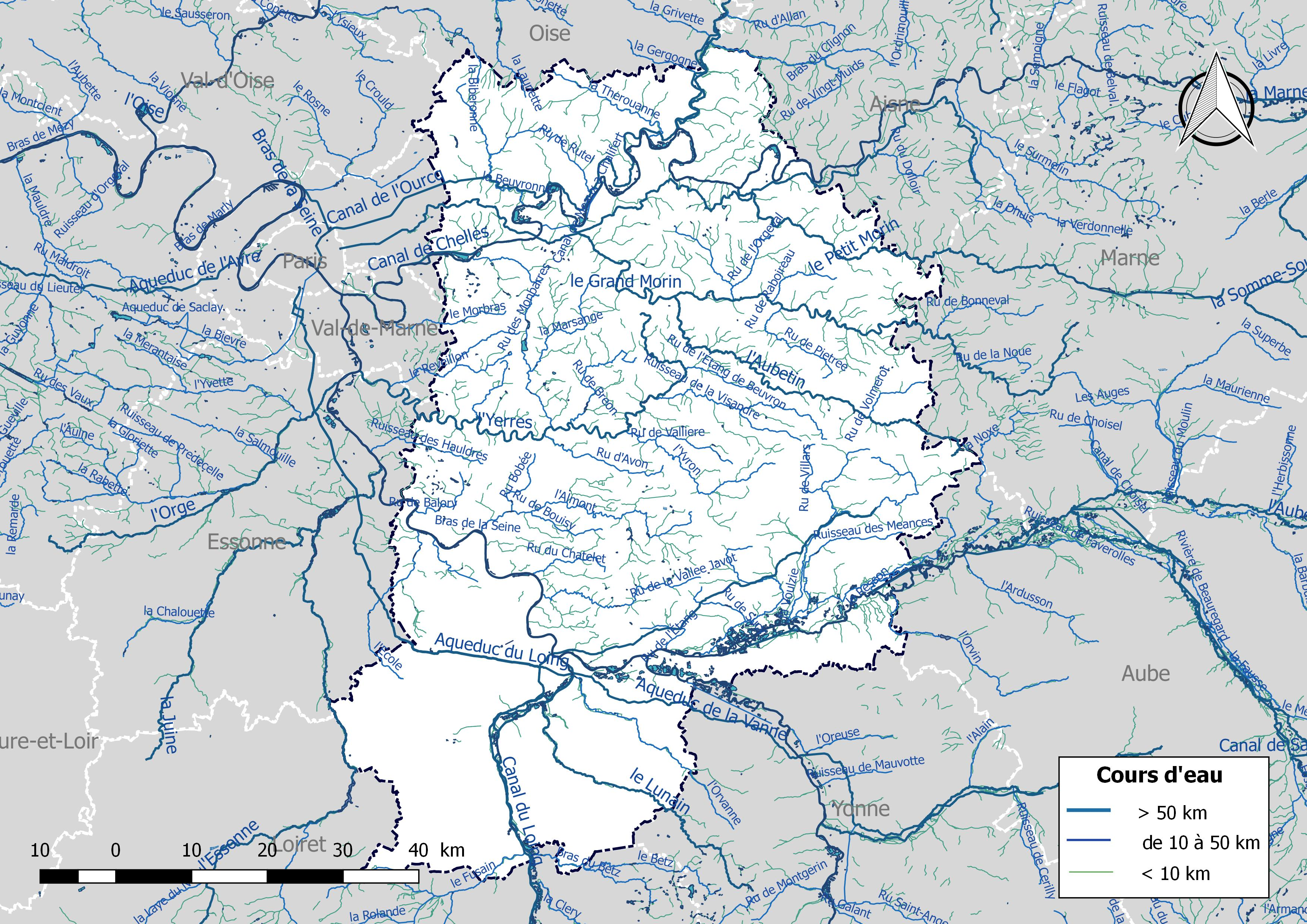
Carte de l'ensemble du réseau hydrographique de Seine-et-Marne.

La liste des cours d'eau de Seine-et-Marne présente les principaux cours d'eau traversant pour tout ou partie le territoire du département français de Seine-et-Marne dans la région Île-de-France. Plus de 1 100 cours d'eau sont recensés en 2014 dans le référentiel national BD Carthage sur le territoire départemental.
Les cours d'eau sont ordonnés selon leur origine naturelle (fleuve, rivières ou ruisseaux) ou artificielle (canaux). Pour chacun d'entre eux sont précisés : sa longueur totale, le cours d'eau dans lequel il se jette (confluence), le bassin collecteur auquel il appartient, le nombre de départements et de communes traversés et le nom des communes qu'il irrigue dans le département de Seine-et-Marne.

## Réseau hydrographique du département
Le département de Seine-et-Marne compte près de 4 400 kilomètres de rivières, auquel il convient d’ajouter environ 395 kilomètres de canaux dont 163 kilomètres sont navigables.
D'un côté la Seine (affluents principaux : l'Yonne, le Loing, l'Ecole et l'Yerres), de l'autre la Marne (affluents principaux : les 2 Morin, la Thérouanne et l'Ourcq) irriguent abondamment notre département.
En Seine-et-Marne, les principaux affluents de la Seine et de la Marne permettent de distinguer 20 grands bassins versants :
- Secteur Marne : Petit Morin, Ourcq, Thérouanne, Grand Morin, Beuvronne, Gondoire ;
- Secteur Seine : Voulzie, Auxence, Yonne, Loing, Fusain, Lunain, Orvanne, Ancoeur, Réveillon, Yerres, Essonne.

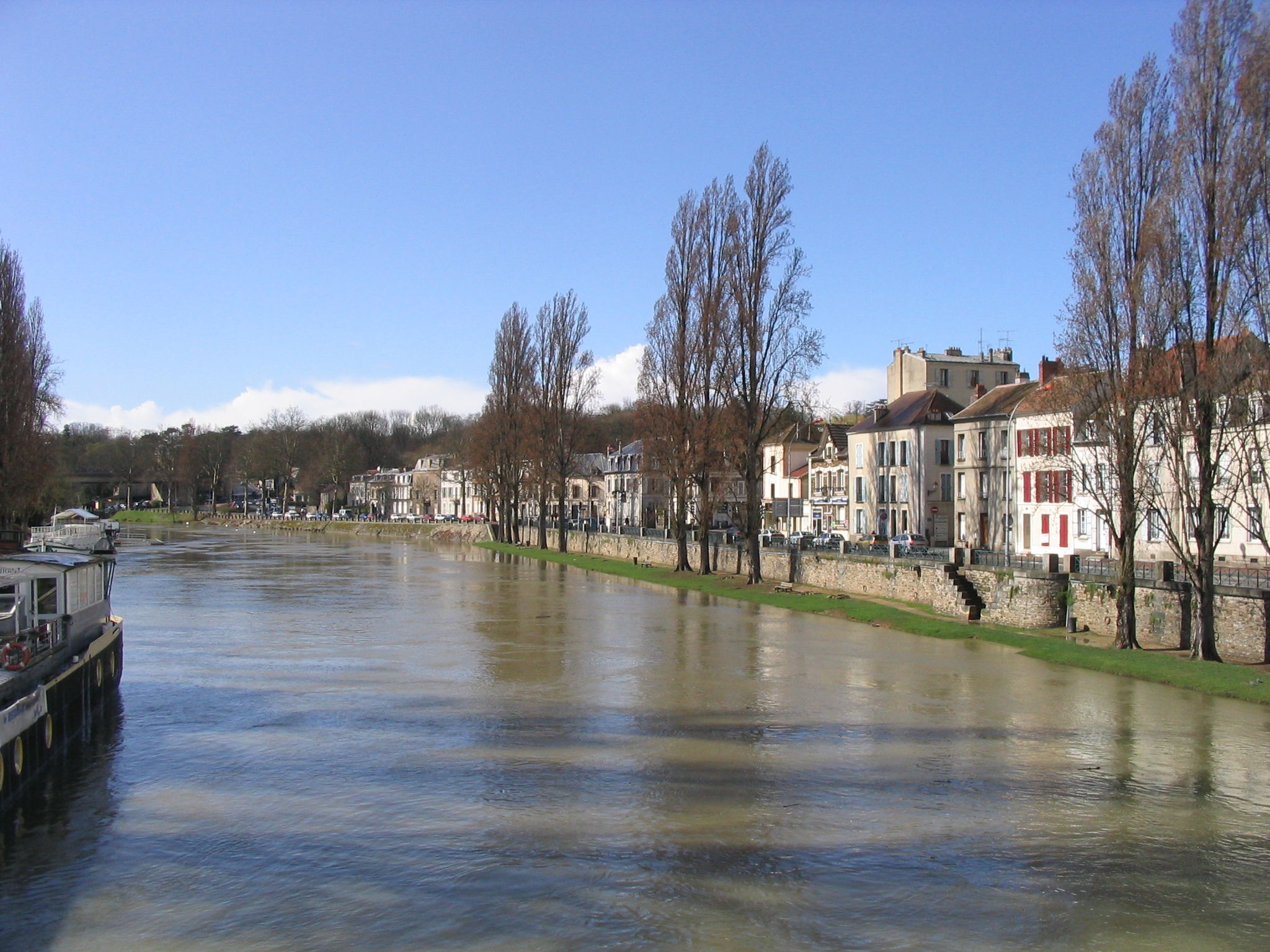
La rive droite de la Seine à Melun.
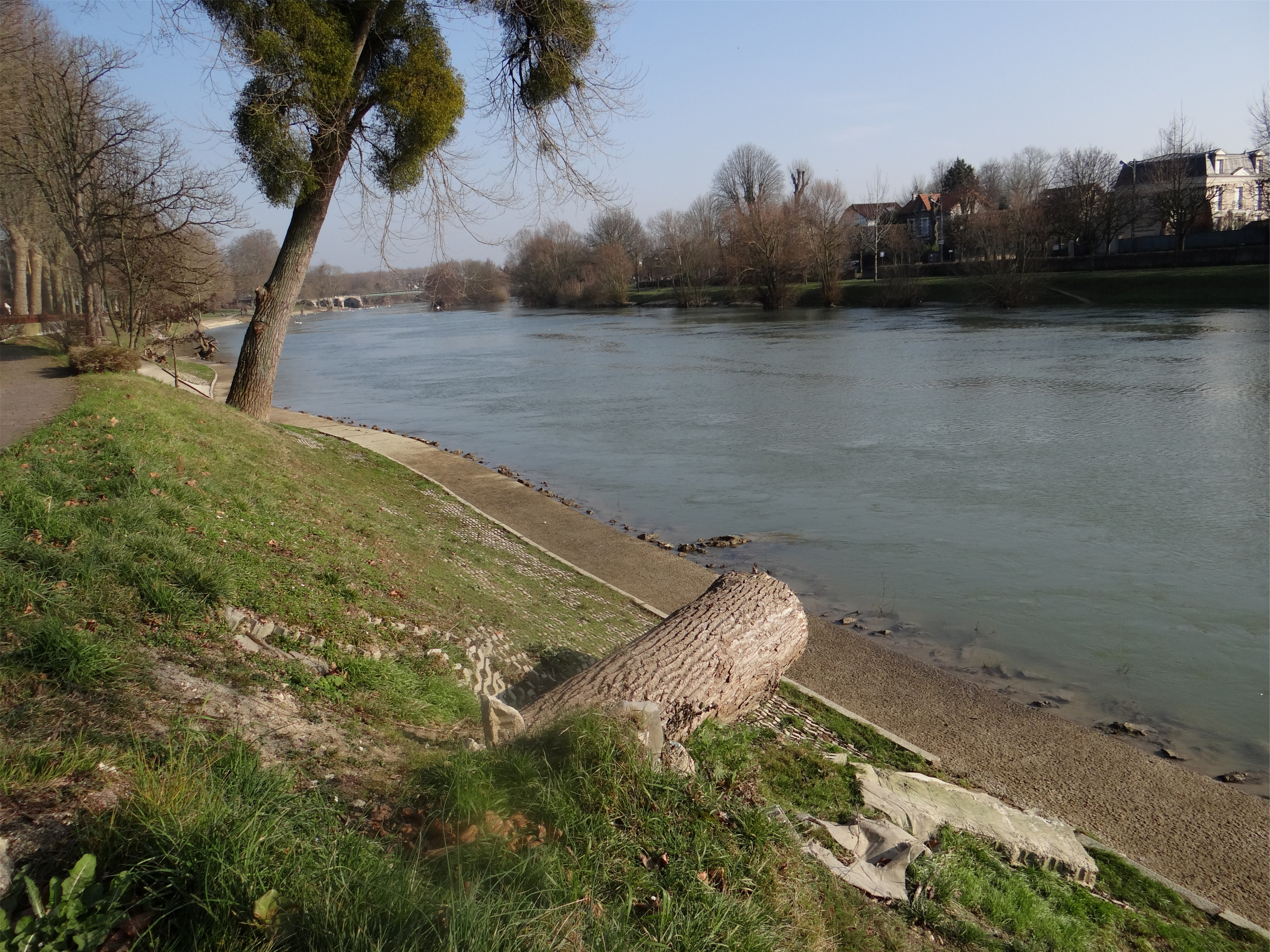
La Marne à Chelles, quai Auguste Prévost.

## Cours d'eau naturels

### Définition
Jusqu'en 2016, aucun texte législatif ne définissait la notion de cours d’eau. Ce n'est qu'avec la loi du 8 août 2016 pour la reconquête de la biodiversité, de la nature et des paysages que cette lacune est comblée. L'article 118 de cette loi insère un nouvel article L. 215-7-1 dans le code de l'environnement précisant que « constitue un cours d'eau un écoulement d'eaux courantes dans un lit naturel à l'origine, alimenté par une source et présentant un débit suffisant la majeure partie de l'année. L'écoulement peut ne pas être permanent compte tenu des conditions hydrologiques et géologiques locales. ». Ainsi les trois critères cumulatifs caractérisant un cours d'eau sont :
- la présence et la permanence d’un lit naturel à l’origine, ce qui distingue les cours d’eau (artificialisés ou non) des fossés et canaux creusés par la main de l’homme ;
- l’alimentation par une source ;
- la permanence d’un débit suffisant une majeure partie de l’année, critère qui doit être évalué en fonction des conditions climatiques et hydrologiques locales.

### Cours d'eau permanents de longueur supérieure ou égale à 10 km
La base de données Carthage est le référentiel du réseau hydrographique français. Cette base est réalisée à partir de la couche hydrographie de la base de données Carto enrichie par le ministère chargé de l'environnement et les agences de l'eau avec le découpage du territoire en zones hydrographiques d'une part et la codification de ces zones et du réseau hydrographique d'autre part.
De cette base, il ressort que le réseau hydrographique de Seine-et-Marne comprend 63 cours d'eau naturels et 6 canaux, de longueur supérieure à 10 km et dont le cours est en partie ou en totalité dans le département de Seine-et-Marne.

Classification des réseaux hydrographiques d'après Strahler.

Le référentiel national hiérarchise le réseau en 7 classes selon l'importance décroissante des cours d'eau. Le tableau ci-après regroupe tous les cours d'eau irriguant pour tout ou partie du département et appartenant à l'une des classes 1 à 4 et de longueur supérieure à 10 km :
- 1 : longueur supérieure à 100 km ;
- 2 : longueur comprise entre 50 et 100 km ;
- 3 : longueur comprise entre 25 et 50 km ;
- 4 : longueur comprise entre 10 et 25 km.
- 5 : longueur comprise entre 5 et 10 km ;
- 6 : longueur inférieure à 5 km ;
- 7 : Cours d'eau issus de la densification du réseau.

Le rang de Strahler permet la classification d'un cours d'eau en fonction de la structure et la densité de son réseau hydrographique, notamment l'arborescence de ses affluents et sous-affluents.
| Nom du cours d'eau              | Classe | Rang de Strahler | Longueur totale en km | Confluence                  | Bassin collecteur | Départements irrigués                       | Communes irriguées | Communes irriguées | Communes irriguées |  |
| Nom du cours d'eau              | Classe | Rang de Strahler | Longueur totale en km | Confluence                  | Bassin collecteur | Départements irrigués                       | Nb total           | Nb dans le dépt.   | Communes du département |  |
| ------------------------------- | ------ | ---------------- | --------------------- | --------------------------- | ----------------- | ------------------------------------------- | ------------------ | ------------------ | --- |  |
| Abbaye                          | 4      | 2                | 10,51                 | Visandre                    | Seine             | 1 (77)                                      | 4                  | 4                  | Chenoise ~ Saint-Hilliers ~ Jouy-le-Châtel ~ Bannost-Villegagnon. |  |
| Almont                          | 3      | 5                | 42,15                 | Seine                       | Seine             | 1 (77)                                      | 16                 | 16                 | Rampillon (ru de Courtenain) ~ Grandpuits-Bailly-Carrois (ru d’Ancœur) ~ Nangis ~ Fontains ~ La Chapelle-Rablais ~ Fontenailles ~ Saint-Ouen-en-Brie ~ La Chapelle-Gauthier ~ Bréau ~ Bombon ~ Saint-Méry ~ Champeaux ~ Blandy ~ Moisenay ~ Maincy (parc du château de Vaux-le-Vicomte) ~ Voisenon ~ Rubelles ~ Melun. |  |
| Aubetin                         | 2      | 4                | 61,15                 | Grand Morin                 | Seine             | 2 (77-51)                                   | 16                 | 14                 | Louan-Villegruis-Fontaine ~ Villiers-Saint-Georges ~ Augers-en-Brie, Cerneux ~ Courtacon ~ Beton-Bazoches ~ Frétoy ~ Dagny ~ Amillis ~ Beautheil ~ Saints ~ Mauperthuis ~ Saint-Augustin ~ Pommeuse. |  |
| Auxence                         | 3      | -                | 34,18                 | Almont                      | Seine             | 1 (77)                                      | 16                 | 16                 | Sognolles-en-Montois ~ Cessoy-en-Montois ~ Meigneux ~ Donnemarie-Dontilly ~ Sigy ~ Thénisy ~ Paroy ~ Luisetaines ~ Les Ormes-sur-Voulzie ~ Saint-Sauveur-lès-Bray ~ Vimpelles ~ Égligny ~ Châtenay-sur-Seine ~ Courcelles-en-Bassée ~ La Tombe ~ Marolles-sur-Seine. |  |
| Avon                            | 4      | 2                | 20,87                 | Yerres                      | Seine             | 1 (77)                                      | 7                  | 7                  | Quiers ~ Aubepierre-Ozouer-le-Repos ~ Mormant ~ Verneuil-l'Étang ~ Guignes ~ Yèbles ~ Ozouer-le-Voulgis. |  |
| Balory                          | 4      | 1                | 12,19                 | Seine                       | Seine             | 1 (77)                                      | 5                  | 5                  | Réau, Vert-Saint-Denis, Cesson, Savigny-le-Temple et Seine-Port. |  |
| Barbançonne                     | 4      | 2                | 12,10                 | Yerres                      | Seine             | 1 (77)                                      | 6                  | 6                  | Chevry-Cossigny ~ Gretz-Armainvilliers ~ Presles-en-Brie ~ Grisy-Suisnes ~ Évry-Grégy-sur-Yerre ~ Brie-Comte-Robert. |  |
| Barcq ou Durteint               | 4      | 2                | 17,09                 | Voulzie                     | Seine             | 1 (77)                                      | 5                  | 5                  | Rupéreux ~ Voulton ~ Rouilly ~ Provins ~ Poigny. |  |
| Betz                            | 3      | 3                | 34,41                 | Loing                       | Seine             | 3 (45-89-77)                                | 8                  | 1                  | Bransles. |  |
| Beuvronne                       | 4      | 4                | 23,90                 | Marne                       | Seine             | 1 (77)                                      | 15                 | 15                 | Cuisy ~ Le Plessis-aux-Bois ~ Le Plessis-l'Évêque ~ Montge-en-Goele ~ Vinantes ~ Nantouillet ~ Thieux ~ Compans ~ Saint-Mesmes ~ Messy ~ Gressy ~ Claye-Souilly ~.Fresnes-sur-Marne ~ Annet-sur-Marne ~ Jablines. |  |
| Biberonne                       | 4      | 3                | 12,23                 | Beuvronne                   | Seine             | 1 (77)                                      | 6                  | 6                  | Moussy-le-Neuf ~ Moussy-le-Vieux ~ Villeneuve-sous-Dammartin ~ Thieux ~ Compans ~Saint-Mesmes. |  |
| Bobée ou ru d'andy              | 4      | 2                | 11,13                 | Almont                      | Seine             | 1 (77)                                      | 5                  | 5                  | Maincy ~ Saint-Germain-Laxis ~ Moisenay ~ Crisenoy ~ Yèbles. |  |
| Bouisy                          | 4      | 1                | 11,66                 | Almont                      | Seine             | 1 (77)                                      | 6                  | 6                  | La Chapelle-Gauthier ~ Saint-Méry ~ Châtillon-la-Borde ~ Sivry-Courtry ~ Blandy ~ Moisenay. |  |
| Bréon                           | 4      | 3                | 22,13                 | Yerres                      | Seine             | 1 (77)                                      | 8                  | 8                  | Les Chapelles-Bourbon ~ Crèvecœur-en-Brie ~ Marles-en-Brie ~ la Houssaye-en-Brie ~ Châtres ~ Fontenay-Trésigny ~ Chaumes-en-Brie ~ Lumigny-Nesles-Ormeaux. |  |
| Châtelet                        | 4      | 3                | 12,86                 | Seine                       | Seine             | 1 (77)                                      | 3                  | 3                  | Les Écrennes ~ Le Châtelet-en-Brie ~ Fontaine-le-Port. |  |
| Chaumont                        | 4      | 2                | 14,74                 | Seine                       | Seine             | 1 (77)                                      | 6                  | 6                  | Le Châtelet-en-Brie ~ La Rochette ~ Livry-sur-Seine ~ Sivry-Courtry ~ La Chapelle-Gauthier ~ Vaux-le-Pénil. |  |
| Clignon                         | 3      | -                | 29,96                 | Ourcq                       | Seine             | 2 (77-02)                                   | 14                 | 2                  | Crouy-sur-Ourcq ~ Coulombs-en-Valois. |  |
| École                           | 3      | -                | 26,73                 | Seine                       | Seine             | 2 (77-91)                                   | 14                 | 8                  | Le Vaudoué ~ Noisy-sur-École ~ Saint-Germain-sur-École ~ Perthes ~ Saint-Sauveur-sur-École ~ Pringy ~ Ponthierry ~ Seine-Port. |  |
| Essonne                         | 1      | -                | 101,10                | Seine                       | Seine             | 3 (77-45-91)                                | 44                 | 3                  | Boulancourt ~ Buthiers ~ Nanteau-sur-Essonne. |  |
| Étang                           | 4      | 3                | 10,11                 | Bras de la Seine            | Seine             | 1 (77)                                      | 4                  | 4                  | Saint-Germain-Laval ~ Salins ~ Forges ~ Laval-en-Brie. |  |
| Étang de Beuvron                | 4      | 3                | 10,44                 | Yerres                      | Seine             | 1 (77)                                      | 6                  | 6                  | Amillis ~ Dagny ~ Touquin ~ Saints ~ Vaudoy-en-Brie ~ Jouy-le-Chatel. |  |
| Fusain                          | 3      | -                | 34,40                 | Loing                       | Seine             | 2 (77-45)                                   | 9                  | 2                  | Beaumont-du-Gâtinais ~ Château-Landon. |  |
| Gergogne                        | 4      | 1                | 12,37                 | Ourcq                       | Seine             | 2 (77-60)                                   | 6                  | 1                  | May-en-Multien. |  |
| Gondoire                        | 4      | 3                | 12,11                 | Marne                       | Seine             | 1 (77)                                      | 7                  | 7                  | Jossigny ~ Bussy-Saint-Georges ~ Chanteloup-en-Brie ~ Conches-sur-Gondoire ~ Gouvernes ~ Saint-Thibault-des-Vignes ~ Torcy. |  |
| Grand Morin                     | 1      | -                | 118,16                | Marne                       | Seine             | 2 (77-51)                                   | 37                 | 26                 | Meilleray ~ La Chapelle-Moutils ~ Saint-Martin-des-Champs ~ La Ferté-Gaucher ~ Jouy-sur-Morin ~ Saint-Rémy-la-Vanne ~ Saint-Siméon ~ Chauffry ~ Boissy-le-Châtel ~ Coulommiers ~ Mouroux ~ Pommeuse ~ La Celle-sur-Morin ~ Guérard ~ Dammartin-sur-Tigeaux ~ Tigeaux ~ Crécy-la-Chapelle ~ Voulangis ~ Villiers-sur-Morin ~ Couilly-Pont-aux-Dames ~ Saint-Germain-sur-Morin ~ Montry ~ Condé-Sainte-Libiaire ~ Esbly ~ Chailly-en-Brie ~ Lescherolles. |  |
| Grande Noue d'Hermé             | 4      | 3                | 21,61                 | Vidée du Paradis            | Seine             | 2 (77-10)                                   | 7                  | 6                  | Mouy-sur-Seine ~ Melz-sur-Seine ~ Hermé ~ Gouaix ~ Everly ~ Noyen-sur-Seine. |  |
| Hauldres                        | 4      | 3                | 17,14                 | Seine                       | Seine             | 2 (77-91)                                   | 6                  | 4                  | Réau ~ Moissy-Cramayel ~ Lieusaint ~ Limoges-Fourches. |  |
| Launette                        | 4      | 3                | 16,04                 | Nonette                     | Seine             | 2 (77-60)                                   | 7                  | 2                  | Marchémoret ~ Rouvres. |  |
| Loing                           | 1      | -                | 142,73                | Seine                       | Seine             | 3 (77-45-89)                                | 40                 | 17                 | Château-Landon ~ Souppes-sur-Loing ~ La Madeleine-sur-Loing ~ Bagneaux-sur-Loing ~ Saint-Pierre-lès-Nemours ~ Nemours ~Montcourt-Fromonville ~ Grez-sur-Loing ~ Bourron-Marlotte ~ Montigny-sur-Loing ~ La Genevraye ~ Épisy ~ Orvanne ~ Veneux-les-Sablons ~ Saint-Mammès ~ Darvault ~ Ecuelles. |  |
| Lunain                          | 2      | -                | 51,45                 | Loing                       | Seine             | 2 (77-89)                                   | 18                 | 11                 | Vaux-sur-Lunain ~ Lorrez-le-Bocage-Préaux ~ Paley ~ Nanteau-sur-Lunain ~ Treuzy-Levelay ~ Nonville ~ La Genevraye ~ Villemer ~ Épisy ~ Chevry-en-Sereine ~ Blennes. |  |
| Mare aux Evées                  | 4      | 1                | 11,26                 | Seine                       | Seine             | 1 (77)                                      | 4                  | 4                  | Fontainebleau ~ Chailly-en-Bière ~ Villiers-en-Bière ~ Boissise-le-Roi. |  |
| Marne                           | 1      | 6                | 514,26                | Seine                       | Seine             | 7 (77-02-51-52-55-93-94)                    | 218                | 53                 | Saacy-sur-Marne ~ Mery-sur-Marne ~ Nanteuil-sur-Marne ~ Citry ~ Meaux ~ Poincy ~ Varreddes ~ Germigny-l'Évêque ~ Congis-sur-Therouanne ~ Trilport ~ Armentieres-en-Brie ~ Isles-les-Meldeuses ~ Changis-sur-Marne ~ Mary-sur-Marne ~ Jaignes ~ Tancrou ~ Ussy-sur-Marne ~ La Ferte-sous-Jouarre ~ Chamigny ~ Sainte-Aulde ~ Reuil-en-Brie ~ Luzancy ~ Champs-sur-Marne ~ Noisiel ~ Torcy ~ Chalifert ~ Dampmart ~ Thorigny-sur-Marne ~ Chelles ~ Pomponne ~ Chessy ~ Montevrain ~ Lagny-sur-Marne ~ Vaires-sur-Marne ~ Saint-Thibault-des-Vignes ~ Charmentray ~ Fresnes-sur-Marne ~ Precy-sur-Marne ~ Annet-sur-Marne ~ Jablines ~ Lesches ~ Trilbardou ~ Esbly ~ Vignely ~ Isles-les-Villenoy ~ Conde-Sainte-Libiaire ~ Villenoy ~ Mareuil-les-Meaux ~ Nanteuil-les-Meaux ~ Fublaines ~ Saint-Jean-les-Deux-Jumeaux ~ Sammeron ~ Sept-Sorts. |  |
| Marsange                        | 3      | -                | 30,39                 | Yerres                      | Seine             | 1 (77)                                      | 9                  | 9                  | Villiers-sur-Morin ~ Villeneuve-le-Comte ~ Neufmoutiers-en-Brie ~ Favières ~ Tournan-en-Brie ~ Gretz-Armainvilliers ~ Presles-en-Brie ~ Liverdy-en-Brie ~ Ozouer-le-Voulgis. |  |
| Méances                         | 3      | -                | 27,14                 | Seine                       | Seine             | 1 (77)                                      | 10                 | 10                 | Saint-Sauveur-les-Bray ~ Mouy-sur-Seine ~ Soisy-Bouy ~ Chalmaison ~ Les Ormes-sur-Voulzie ~ Everly ~ Sainte-Colombe ~ Chalautre-la-Petite ~ Sourdun ~ Chalautre-la-Grande. |  |
| Ménagerie                       | 4      | 1                | 10,99                 | Réveillon                   | Seine             | 1 (77)                                      | 5                  | 5                  | Lesigny ~ Ferolles-Attilly ~ Ozoir-la-Ferrière ~ Gretz-Armainvilliers ~ Favieres. |  |
| Monbarres ou ru des Buronnières | 4      | -                | 12,66                 | Marsange                    | Seine             | 1 (77)                                      | 6                  | 6                  | Presles-en-Brie ~ Gretz-Armainvilliers ~ Favières ~ Tournan-en-Brie ~ Bussy-Saint-Georges ~ Jossigny. |  |
| Morbras                         | 4      | 2                | 17,28                 | Marne                       | Seine             | 2 (77-94)                                   | 8                  | 3                  | Pontcarré ~ Roissy-en-Brie ~ Pontault-Combault. |  |
| Noxe                            | 3      | -                | 32,57                 | Seine                       | Seine             | 3 (77-10-54)                                | 10                 | 1                  | Louan-Villegruis-Fontaine. |  |
| Orgeval ou ru des Avenelles     | 4      | -                | 12,81                 | Grand Morin                 | Seine             | 1 (77)                                      | 5                  | 5                  | Boissy-le-Châtel ~ Coulommiers ~ Chailly-en-Brie ~ Saint-Germain-sous-Doue ~ Doue. |  |
| Orvanne                         | 3      | -                | 38,84                 | Loing                       | Seine             | 2 (77-89)                                   | 13                 | 10                 | Blennes ~ Diant ~ Voulx ~ Thoury-Férottes ~ Flagy ~ Dormelles ~ Villecerf ~ Montarlot ~ Écuelles ~ Orvanne. |  |
| Orvin                           | 3      | -                | 38,11                 | Seine                       | Seine             | 2 (77-10)                                   | 12                 | 2                  | Fontaine-Fourches ~ Villiers-sur-Seine |  |
| Ourcq                           | 2      | -                | 86,49                 | Marne                       | Seine             | 3 (77-02-60)                                | 36                 | 6                  | Lizy-sur-Ourcq ~ May-en-Multien ~ Ocquerre ~ Crouy-sur-Ourcq ~ Congis-sur-Thérouanne ~ Mary-sur-Marne. |  |
| Petit Morin                     | 2      | -                | 86,33                 | Marne                       | Seine             | 3 (77-02-51)                                | 32                 | 12                 | La Ferte-sous-Jouarre ~ Jouarre ~ Saint-Cyr-sur-Morin ~ Saint-Ouen-sur-Morin ~ Orly-sur-Morin ~ La Tretoire ~ Boitron ~ Sablonnières ~ Bellot ~ Villeneuve-sur-Bellot ~ Verdelot ~ Montdauphin. |  |
| Raboireau                       | 4      | -                | 12,48                 | Grand Morin                 | Seine             | 1 (77)                                      | 5                  | 5                  | Chauffry ~ Saint-Denis-lès-Rebais ~ Rebais ~ Saint-Leger ~ Bellot. |  |
| Resson                          | 4      | -                | 23,71                 | Seine                       | Seine             | 2 (77-10)                                   | 9                  | 4                  | Melz-sur-Seine ~ Hermé ~ Villiers-sur-Seine ~ Noyen-sur-Seine. |  |
| Réveillon                       | 4      | -                | 12,15                 | Visandre                    | Seine             | 1 (77)                                      | 4                  | 4                  | Pécy ~ Chenoise ~ Vaudoy-en-Brie ~ Jouy-le-Châtel. |  |
| Réveillon                       | 4      | -                | 21,60                 | Yerres                      | Seine             | 3 (77-91-94)                                | 9                  | 5                  | Gretz-Armainvilliers ~ Chevry-Cossigny ~ Férolles-Attilly ~ Lésigny ~ Servon. |  |
| Rognon                          | 4      | -                | 13,15                 | Orgeval ou ru des Avenelles | Seine             | 1 (77)                                      | 6                  | 6                  | Pierre-Levée ~ la Haute-Maison ~ Jouarre ~ Aulnoy ~ Coulommiers ~ Boissy-le-Châtel. |  |
| Rutel                           | 4      | -                | 12,56                 | Marne                       | Seine             | 1 (77)                                      | 6                  | 6                  | Le Plessis-l'Évêque ~ Chauconin-Neufmontiers ~ Villenoy ~ Le Plessis-aux-Bois ~ Iverny ~ Mareuil-lès-Meaux. |  |
| Seine                           | 1      | 8                | 774,76                | Manche                      | Seine             | 13 (10-21-27-51-75-76-77-78-91-92-93-94-95) | 333                | 47                 | Saint-Germain-Laval ~ Marolles-sur-Seine ~ Châtenay-sur-Seine ~ La Tombe ~ Gravon ~ Balloy ~ Bazoches-les-Bray ~ Saint-Sauveur-les-Bray ~ Mouy-sur-Seine ~ Mousseaux-les-Bray ~ Bray-sur-Seine ~ Jaulnes ~ Villenauxe-la-Petite ~ Fontainebleau ~ Bois-le-Roi ~ Chartrettes ~ Avon ~ Samois-sur-Seine ~ Fontaine-le-Port ~ Vulaines-sur-Seine ~ Samoreau ~ Hericy ~ Thomery ~ Veneux-les-Sablons ~ Champagne-sur-Seine ~ Ecuelles ~ Saint-Mammes ~ Vernou-la-Celle-sur-Seine ~ La Grande-Paroisse ~ Varennes-sur-Seine ~ Montereau-Fault-Yonne ~ La Rochette ~ Livry-sur-Seine ~ Boissise-le-Roi ~ Dammarie-Les-Lys ~ Vaux-le-Penil ~ Saint-Fargeau-Ponthierry ~ Boissettes ~ Boissise-la-Bertrand ~ Melun ~ Le Mée-sur-Seine ~ Villiers-sur-Seine ~ Noyen-sur-Seine ~ Vimpelles ~ Grisy-sur-Seine ~ Nandy ~ Seine-Port.                       |  |
| Sucy                            | 4      | 2                | 10,51                 | Auxence                     | Seine             | 1 (77)                                      | 2                  | 2                  | Montigny-Lencoup ~ Égligny. |  |
| Thérouanne                      | 4      | -                | 23,31                 | Marne                       | Seine             | 1 (77)                                      | 9                  | 9                  | Saint-Pathus ~ Douy-la-Ramée ~ Oissery ~ Forfry ~ Marcilly ~ Puisieux ~ Étrépilly ~ Trocy-en-Multien ~ Congis-sur-Thérouanne. |  |
| Thève                           | 3      | -                | 33,55                 | Oise                        | Seine             | 3 (77-60-95)                                | 13                 | 2                  | Othis ~ Dammartin-en-Goële. |  |
| Vallée Javot                    | 3      | -                | 28,99                 | Seine                       | Seine             | 1 (77)                                      | 11                 | 11                 | Villeneuve-les-Bordes ~ Laval-en-Brie ~ Échouboulains ~ Valence-en-Brie ~ Pamfou ~ Machault ~ Féricy ~ Héricy ~ Fontaine-le-Port ~ Samois-sur-Seine ~ Coutencon. |  |
| Vallière                        | 4      | 2                | 12,52                 | Yvron                       | Seine             | 1 (77)                                      | 6                  | 6                  | Saint-Just-en-Brie ~ Gastins ~ Pécy ~ La Chapelle-Iger ~ Voinsles ~ Courpalay. |  |
| Villars                         | 4      | 1                | 10,52                 | Barcq                       | Seine             | 1 (77)                                      | 3                  | 3                  | Saint-Hilliers ~ Mortery ~ Rouilly. |  |
| Vannetin ou ru de Piétrée       | 4      | -                | 18,63                 | Grand Morin                 | Seine             | 1 (77)                                      | 7                  | 7                  | Leudon-en-Brie ~ Courtacon ~ Saint-Mars-Vieux-Maisons ~ Chartronges ~ Choisy-en-Brie ~ Marolles-en-Brie ~ Saint-Siméon. |  |
| Visandre                        | 3      | -                | 30,93                 | Yerres                      | Seine             | 1 (77)                                      | 10                 | 10                 | Courchamp ~ Champcenest ~ Bezalles ~ Boisdon ~ Bannost-Villegagnon ~ Jouy-le-Châtel ~ Vaudoy-en-Brie ~ Voinsles ~ Le Plessis-Feu-Aussoux ~ Lumigny-Nesles-Ormeaux. |  |
| Volmerot                        | 4      | 2                | 10,51                 | Aubetin                     | Seine             | 1 (77)                                      | 5                  | 5                  | Saint-Martin-du-Boschet ~ Sancy-lès-Provins ~ Cerneux ~ Montceaux-lès-Provins ~ Augers-en-Brie. |  |
| Voulzie                         | 3      | -                | 43,86                 | Seine                       | Seine             | 1 (77)                                      | 13                 | 13                 | Voulton ~ Beauchery-Saint-Martin ~ Léchelle ~ Saint-Brice ~ Provins ~ Poigny ~ Sainte-Colombe ~ Longueville ~ Jutigny ~ Chalmaison ~ Sourdun ~ Les Ormes-sur-Voulzie ~ Saint-Sauveur-lès-Bray. |  |
| Yerres                          | 2      | -                | 98,23                 | Seine                       | Seine             | 3 (77-91-94)                                | 33                 | 21                 | Hautefeuille ~ Lumigny-Nesles-Ormeaux ~ Pézarches ~ Touquin ~ Rozay-en-Brie ~ Bernay-Vilbert ~ Courtomer ~ Argentières ~ Chaumes-en-Brie ~ Ozouer-le-Voulgis ~ Solers ~ Soignolles-en-Brie ~ Évry-Grégy-sur-Yerres ~ Brie-Comte-Robert ~ Combs-la-Ville ~ Guerard ~ La Celle-sur-Morin ~ Le Plessis-Feu-Aussoux ~ Yèbles ~ Voinsles ~ Grisy-Suisnes. |  |
| Yonne                           | 1      | -                | 292,34                | Seine                       | Seine             | 4 (77-58-71-89)                             | 115                | 9                  | La Brosse-Montceaux ~ Cannes-Écluse ~ Marolles-sur-Seine ~ Barbey ~ Misy-sur-Yonne ~ Vinneuf ~ Courlon-sur-Yonne ~ Varennes-sur-Seine ~ Montereau-Fault-Yonne. |  |
| Yvron                           | 3      | -                | 30,07                 | Yerres                      | Seine             | 1 (77)                                      | 12                 | 12                 | Chenoise ~ Vieux-Champagne ~ Châteaubleau ~ La Croix-en-Brie ~ Clos-Fontaine ~ Gastins ~ Courpalay ~ Bernay-Vilbert ~ Saint-Just-en-Brie ~ Cucharmoy ~ Aubepierre-Ozouer-le-Repos ~ La Chapelle-Iger. |  |

### Autres cours d'eau
En lien avec la loi pour la reconquête de la biodiversité, de la nature et des paysages, publiée au Journal officiel du 9 août 2016, définissant la notion de cours d’eau, une instruction du gouvernement du 3 juin 2015 demande aux services d’État de mettre en place une cartographie du réseau hydrographique dans chaque département, afin de permettre aux riverains concernés de distinguer facilement les cours d’eau des fossés, non soumis aux mêmes règles : une intervention sur un cours d’eau allant au-delà de l’entretien courant ne peut en effet se faire que dans le cadre d’une déclaration ou autorisation « loi sur l’eau ». En outre les agriculteurs qui demandent les aides de la Politique agricole commune doivent implanter ou conserver une bande tampon de 5 mètres le long des cours d'eau classés au titre des B.C.A.E (Bonnes conditions agricoles et environnementales). Dans ce cadre, les services de l'État ont engagé une démarche progressive d'identification des cours d'eau.

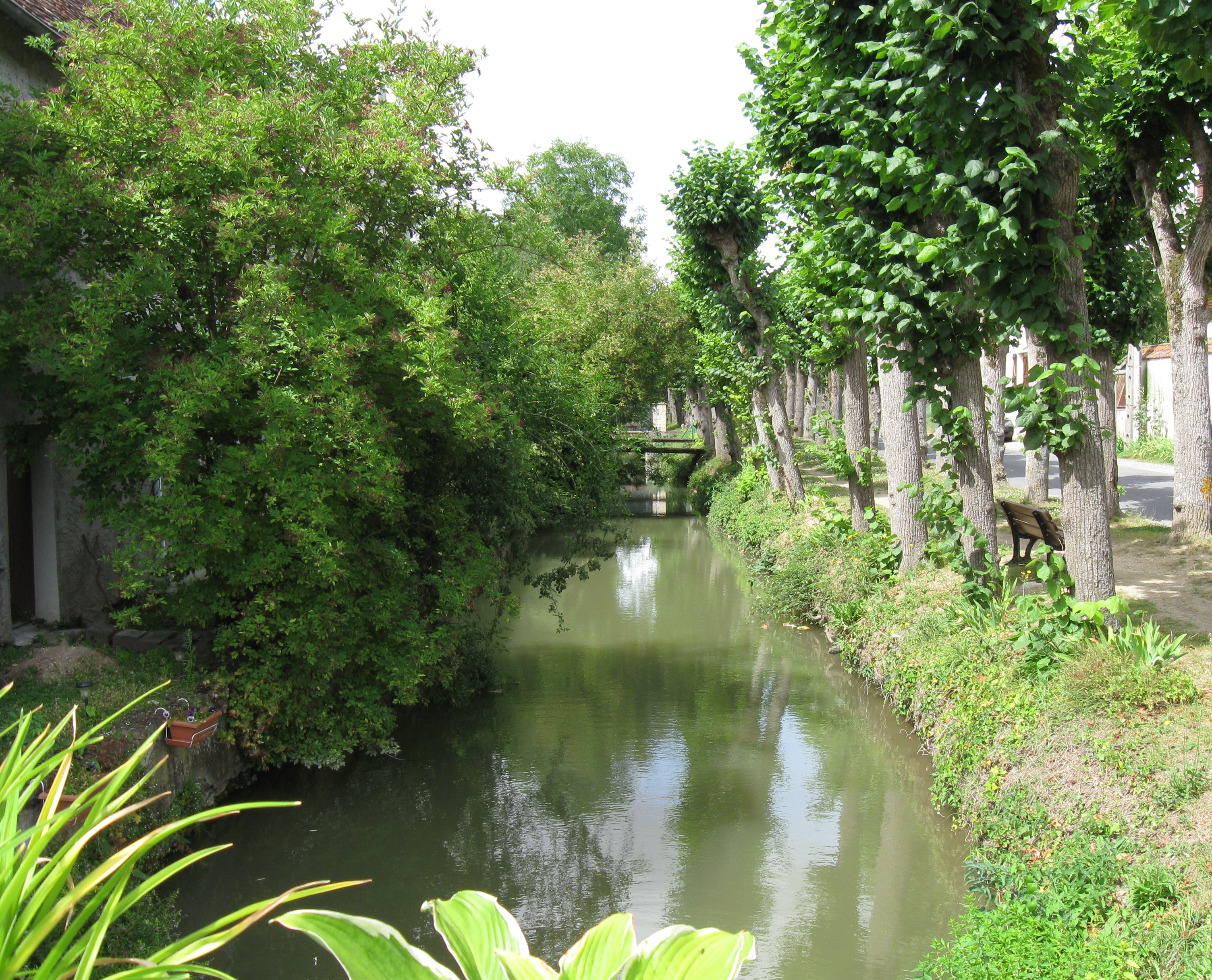
le Fusain à Beaumont du Gâtinais
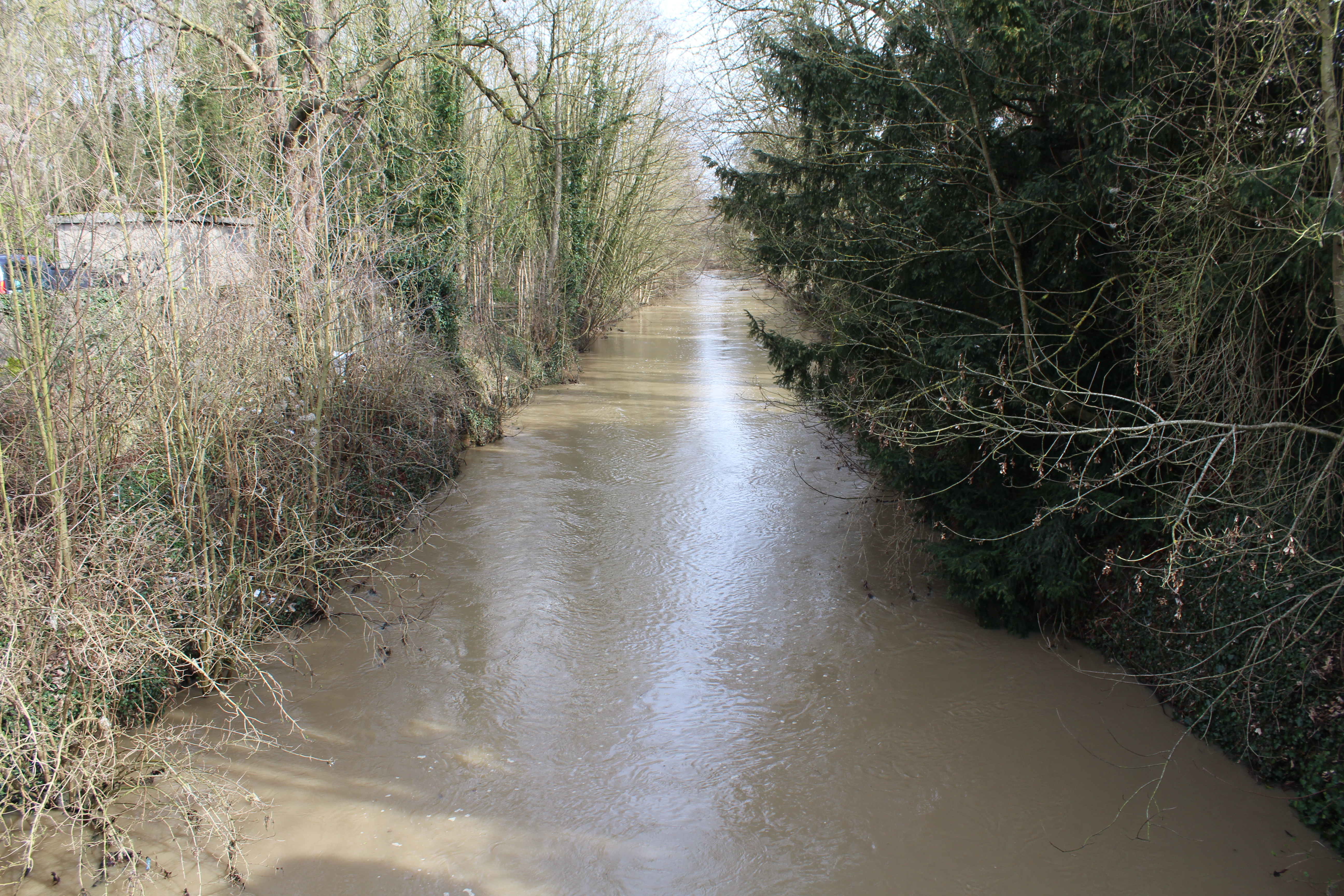
Fausse Rivière à Coulommiers
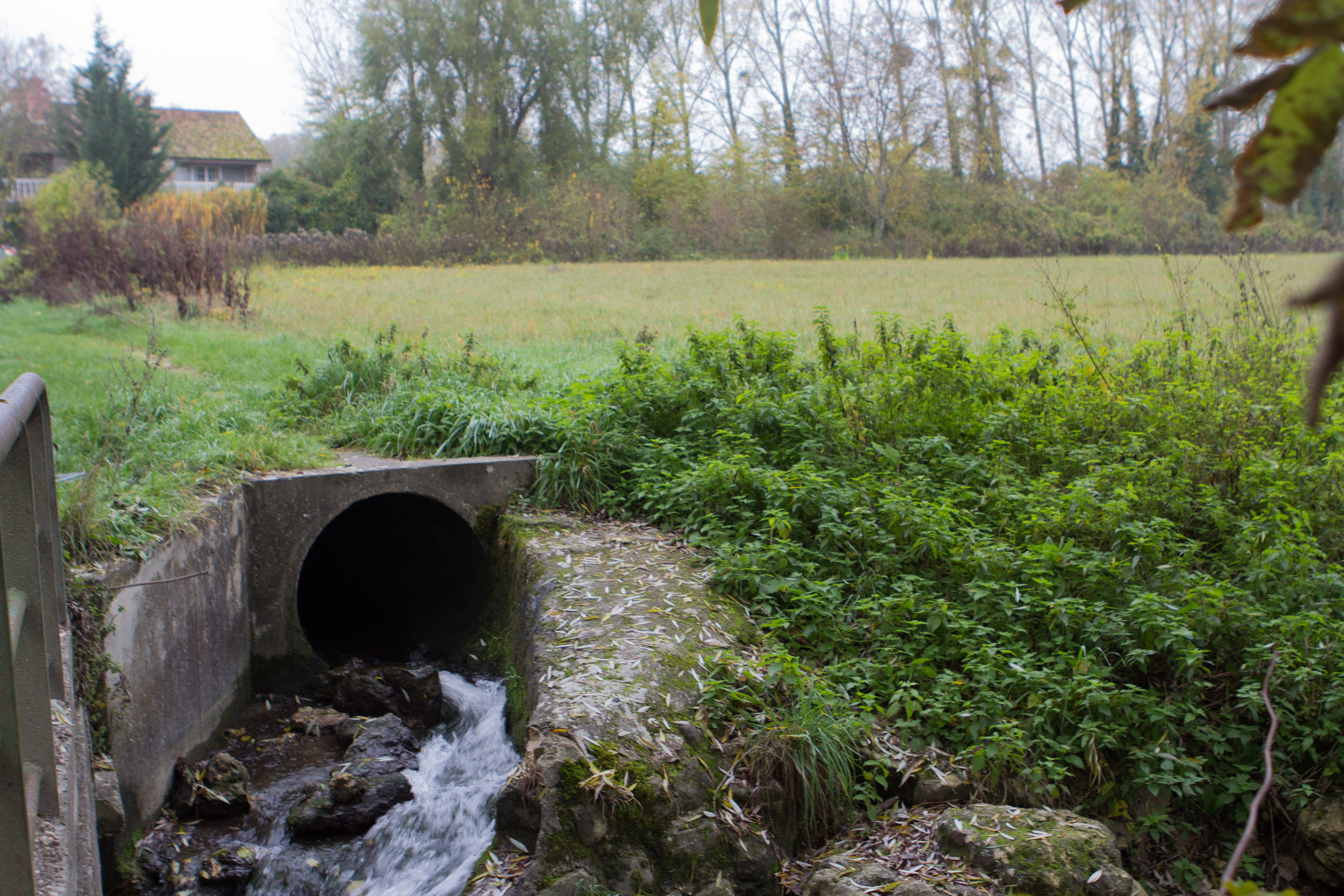
le ru de Rebais à Perthes-en-Gatinais
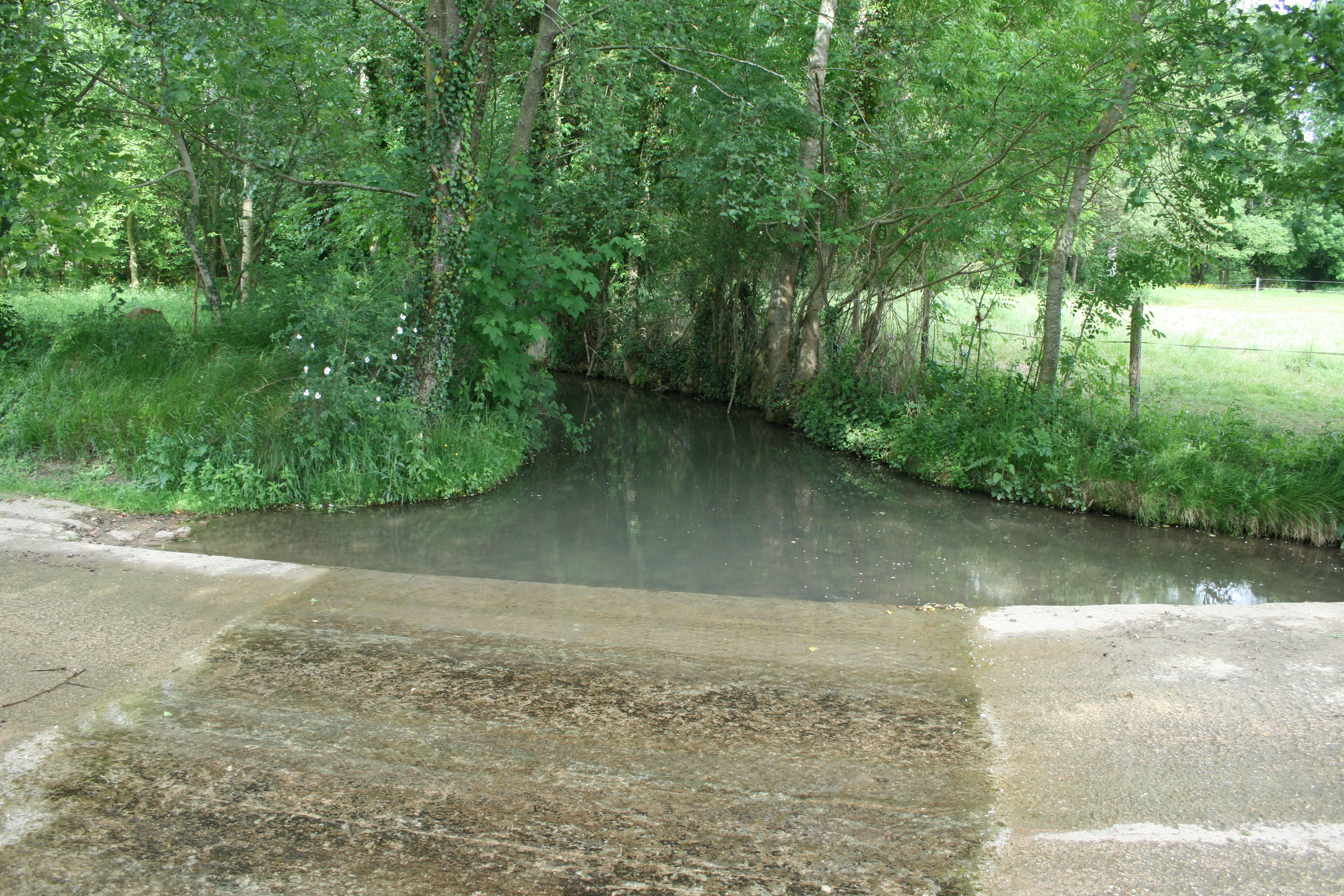
l'Orval à Blennes

## Canaux
Un canal est un ouvrage artificiel permettant la dérivation d’un cours d'eau afin de répondre à divers usages (irrigation, hydroélectricité, pisciculture, navigation, ouvrage de décharges de crue...). Seuls les travaux d’entretien des canaux sont soumis à la loi sur l'eau.
Cinq canaux sont de longueur supérieure à 10 km en Seine-et-Marne (sur cent vingt trois recensés).

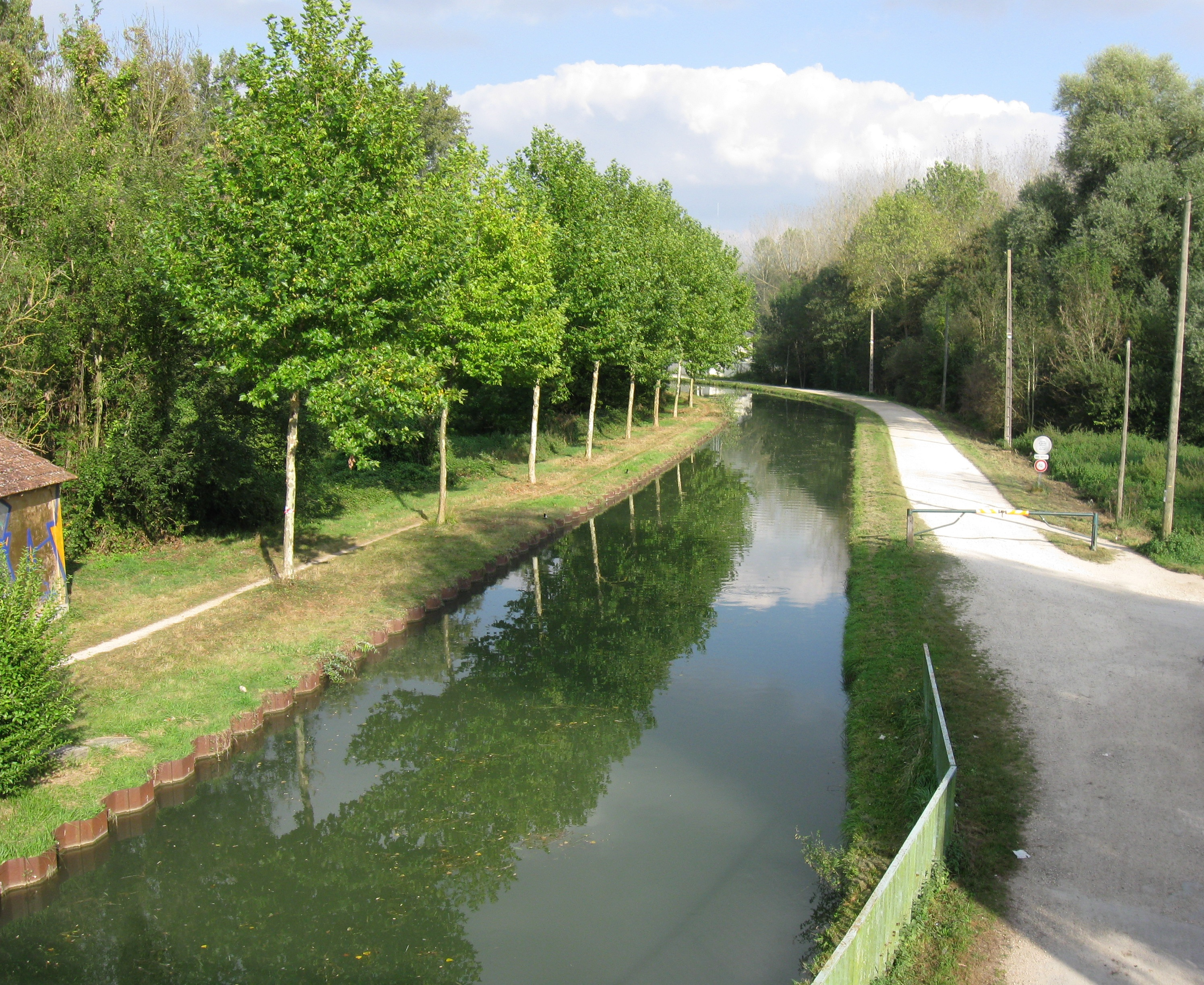
Canal de l'Ourcq près de Gressy.
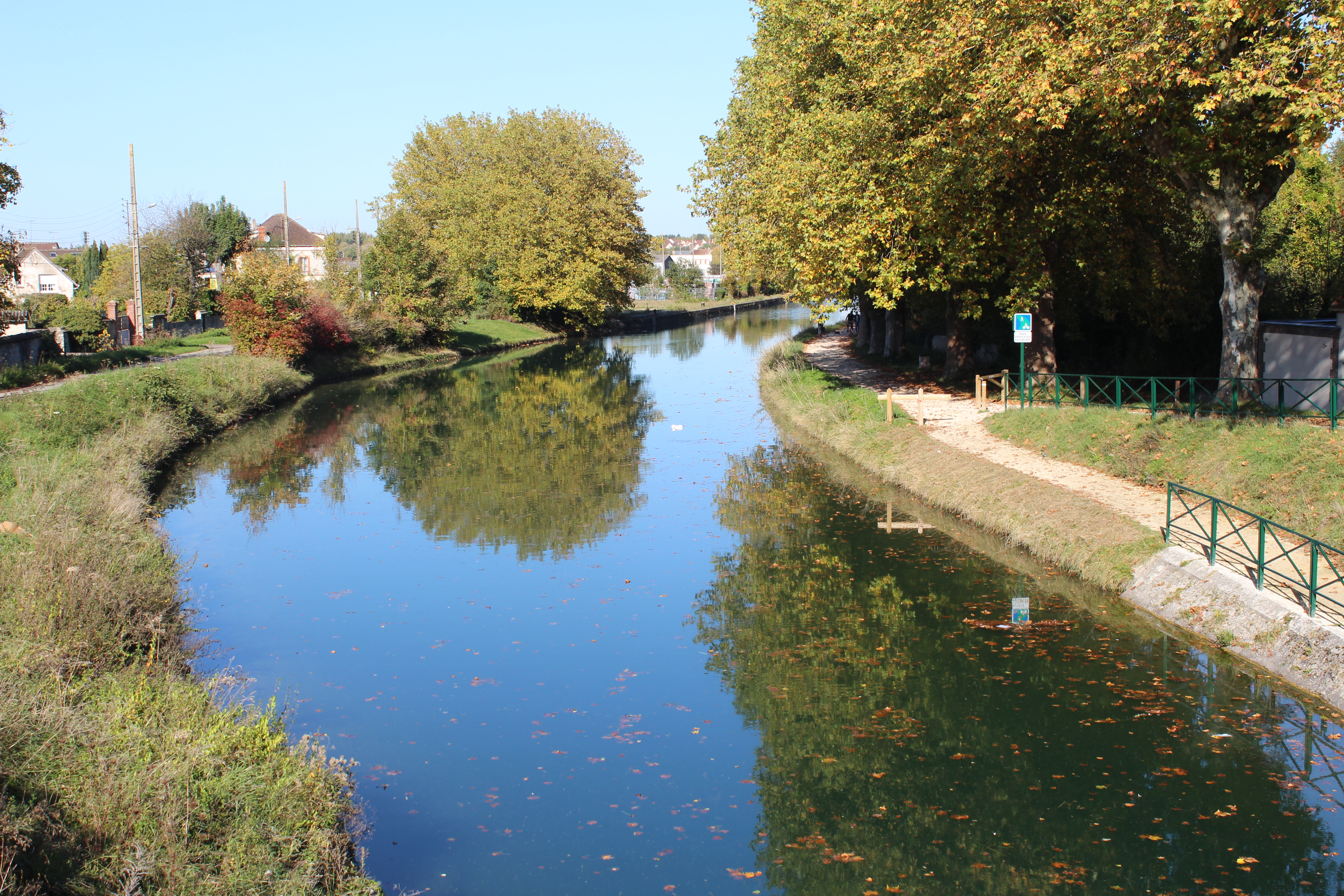
Canal du Loing à Nemours.
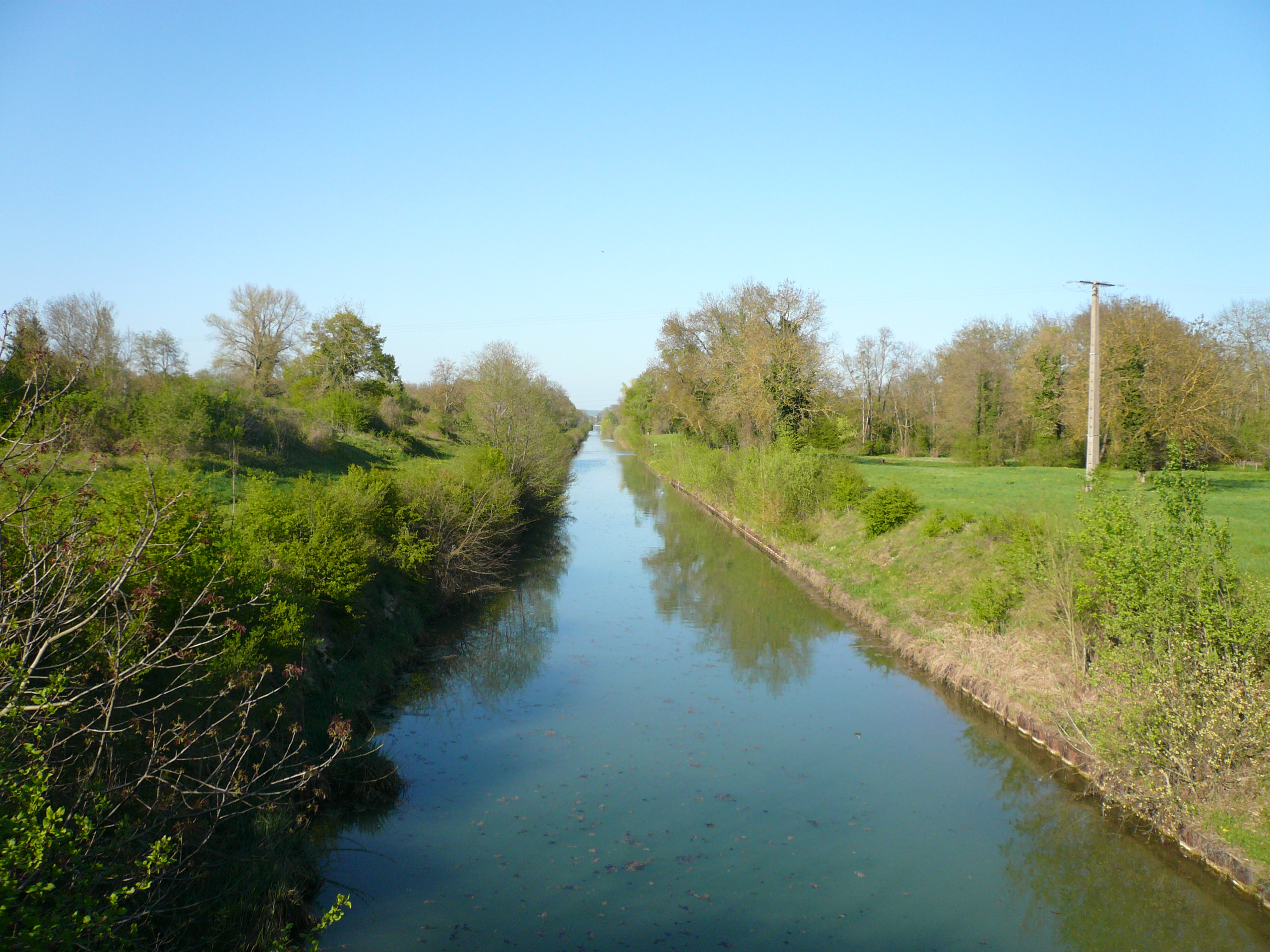
Canal des Ormes à l'usine des Ormes-sur-Voulzie
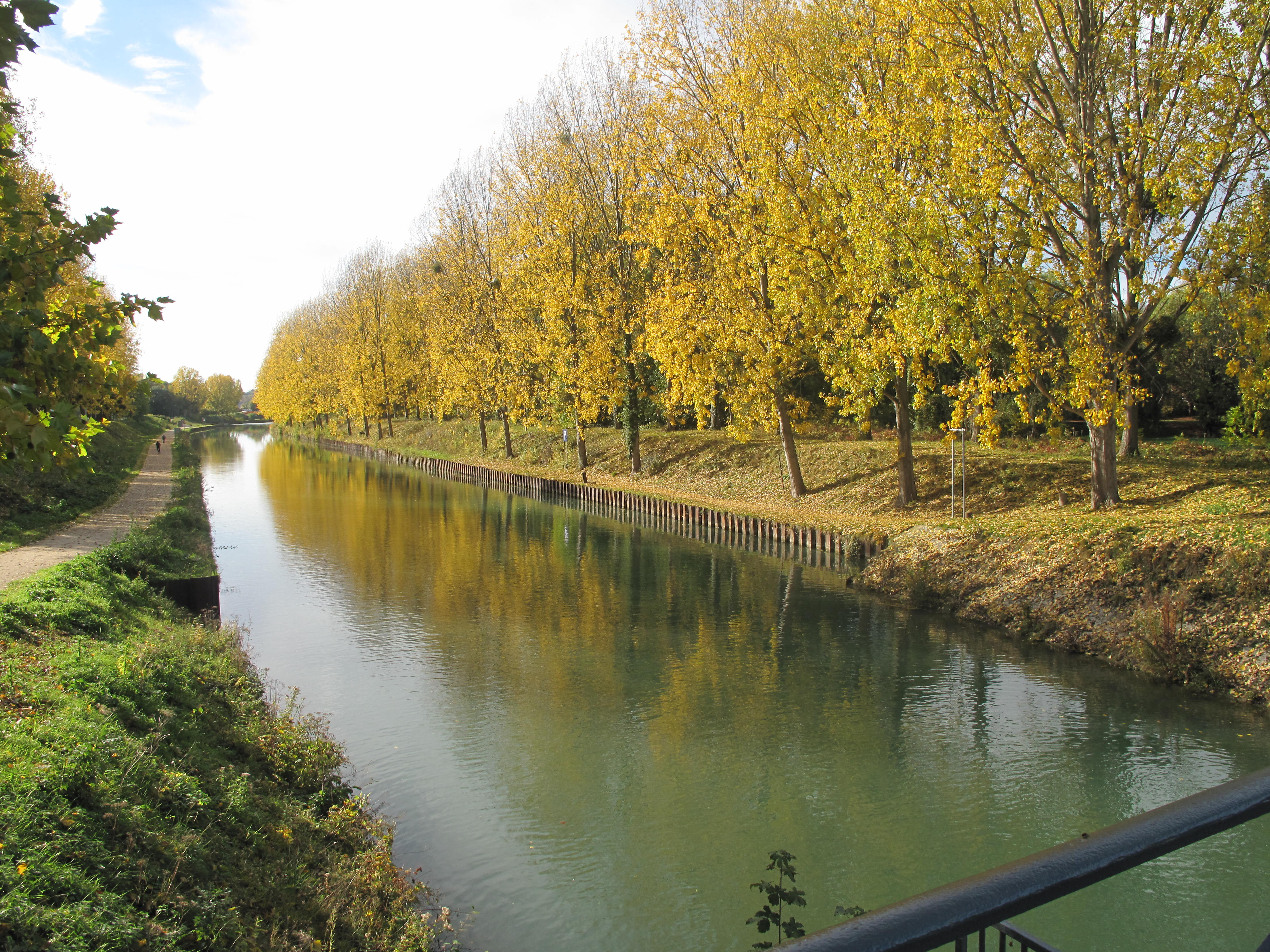
Canal de Chelles

| Nom du cours d'eau                                                          | Classe & Navigabilité | Longueur totale en km | Confluence,                                   | Bassin collecteur | Départements irrigués | Communes irriguées | Communes irriguées | Communes irriguées |
| Nom du cours d'eau                                                          | Classe & Navigabilité | Longueur totale en km | Confluence,                                   | Bassin collecteur | Départements irrigués | Nb total           | Nb ds le dép.      | Communes du département |
| --------------------------------------------------------------------------- | --------------------- | --------------------- | --------------------------------------------- | ----------------- | --------------------- | ------------------ | ------------------ | --- |
| Athis (canal 01 d')                                                         | 6                     | 1.38                  | Seine                                         | Seine             | 1 (77)                | 1                  | 1                  | Villiers-sur-Seine. |
| Baudelut (canal 01 de)                                                      | 6                     | 1,93                  | Ru de Rebais                                  | Seine             | 1 (77)                | 2                  | 2                  | Arbonne-la-Forêt ~ Fleury-en-Bière. |
| Beaulieu (canal de) ou canal de dérivation de Beaulieu a Villiers-sur-Seine | 1 - Navigable         | 9,11                  | Seine                                         | Seine             | 2 (77-10)             | 7                  | 3                  | Melz-sur-Seine ~ Villiers-sur-Seine ~ Noyen-sur-Seine. |
| Beaumont (fossé 01 de) (canal)                                              | 6                     | 1,34                  | Almont                                        | Seine             | 1 (77)                | 2                  | 2                  | Fouju ~ Moisenay. |
| Berthélerie (canal de la)                                                   | 6                     | 2,30                  | Ru de la Berthélerie                          | Seine             | 1 (77)                | 4                  | 4                  | Presles-en-Brie ~ Châtres ~ Liverdy-en-Brie ~ Tournan-en-Brie. |
| Berthoux (fossé) (canal)                                                    | 6                     | 1,06                  | Ru d'Orlon                                    | Seine             | 1 (77)                | 1                  | 1                  | Voinsles. |
| Bois de Blandy (canal 01 du)                                                | 6                     | 1,67                  | -                                             | Seine             | 1 (77)                | 3                  | 3                  | Blandy ~ Châtillon-la-Borde ~ Saint-Méry. |
| Bois de Bombon (fossé 01 du) (canal)                                        | 6                     | 1,94                  | Canal 01 des Echos du Jard                    | Seine             | 1 (77)                | 1                  | 1                  | Bombon. |
| Bois de Cramayel (fossé 01 du) (canal) Nature en attente de mise à jour     | 6                     | 1,79                  | -                                             | Seine             | 1 (77)                | 2                  | 2                  | Évry-Grégy-sur-Yerre ~ Limoges-Fourches. |
| Bois de Grangemenant (fossé 02 du) (canal)                                  | 6                     | 1,29                  | Ru des Français                               | Seine             | 1 (77)                | 2                  | 2                  | Beautheil ~ Vaudoy-en-Brie. |
| Bois de l'Epine (canal 01 du)                                               | 6                     | 2,68                  | Ru de la Mare aux Evées                       | Seine             | 1 (77)                | 1                  | 1                  | Fontainebleau. |
| Bois de Saint-Maur (canal 01 du) Nature en attente de mise à jour           | 7                     | 0,43                  | Canal 01 de la Forêt Domaniale de Barbeau     | Seine             | 1 (77)                | 2                  | 2                  | Fontaine-le-Port ~ Féricy. |
| Bois de Valence (fossé 01 du)(canal)                                        | 6                     | 1,76                  | -                                             | Seine             | 1 (77)                | 1                  | 1                  | Machault. |
| Bois de Valence (fossé 02 du)(canal)                                        | 6                     | 1,41                  | Fossé 01 du Vieux Graville                    | Seine             | 1 (77)                | 2                  | 2                  | Machault ~ Vernou-la-Celle-sur-Seine. |
| Bois des Pommeraies (canal 01 du)                                           | 6                     | 1,82                  | Ru de la Mare aux Evées                       | Seine             | 1 (77)                | 1                  | 1                  | Villiers-en-Bière. |
| Bois du Chapitre (fossé 01 du)(canal)                                       | 6                     | 0,38                  | Fossé 01 des Pâtures de Champ Grand           | Seine             | 1 (77)                | 2                  | 2                  | Bazoches-lès-Bray ~ Mousseaux-lès-Bray. |
| Bois Pourris (fossé 01 des) (canal)                                         | 6                     | 1,59                  | Ru d'Avon                                     | Seine             | 1 (77)                | 1                  | 1                  | Quiers. |
| Bourbelle (canal 01 de la)                                                  | 6                     | 2,16                  | Ru des Boissières                             | Seine             | 1 (77)                | 1                  | 1                  | Neufmoutiers-en-Brie. |
| Bouteille (canal 01 de la)                                                  | 6                     | 1,43                  | Le vieil Orvin                                | Seine             | 1 (77)                | 2                  | 2                  | Villiers-sur-Seine ~ Noyen-sur-Seine. |
| Bray à la Tombe,                                                            | 1                     | 10,12                 | Seine                                         | Seine             | 1 (77)                | 6                  | 6                  | La Tombe ~ Gravon ~ Balloy ~ Bazoches-les-Bray ~ Mouy-sur-Seine ~ Mousseaux-les-Bray. |
| Bressoy (canal 01 de)                                                       | 6                     | 1,28                  | Ru de Bressoy                                 | Seine             | 1 (77)                | 1                  | 1                  | Mormant. |
| Brosse-Montceaux (canal 01 de la Commune de la)                             | 4                     | 12,80                 | Yonne                                         | Seine             | 2 (77-89)             | 6                  | 1                  | La Brosse-Montceaux |
| Cent Pieds (Cours d'Eau 01 de) (canal)                                      | 6                     | 3,39                  | Aubetin                                       | Seine             | 2 (77-51)             | 2                  | 1                  | Louan-Villegruis-Fontaine |
| Cercanceaux (canal 01 de)                                                   | 6                     | 2,55                  | Loing                                         | Seine             | 2 (77-45)             | 3                  | 2                  | Château-Landon ~ Souppes-sur-Loing |
| Cerneux (fossé 01 de la Commune de) (canal)                                 | 6                     | 1,65                  | Aubetin                                       | Seine             | 1 (77)                | 2                  | 2                  | Cerneux ~ Courtacon. |
| Chaintreauville (canal 01 de) Nature en attente de mise à jour              | 7                     | 2,38                  | Canal du Loing                                | Seine             | 1 (77)                | 2                  | 2                  | Bagneaux-sur-Loing ~ Saint-Pierre-lès-Nemours. |
| Chaintres (fossé 01 des) (canal)                                            | 6                     | 3,04                  | Ruisseau des Méances                          | Seine             | 1 (77)                | 3                  | 3                  | Mouy-sur-Seine ~ Les Ormes-sur-Voulzie ~ Everly. |
| Champeaubert (canal 01 de)                                                  | 7                     | 0,73                  | Ru de l'Étang                                 | Seine             | 1 (77)                | 1                  | 1                  | Laval-en-Brie. |
| Champmerle (canal 01 de)                                                    | 6                     | 0,90                  | Orvanne                                       | Seine             | 1 (77)                | 2                  | 2                  | Dormelles ~ Flagy. |
| Champ Pourri (canal 01 de)                                                  | 6                     | 1,59                  | Auxence                                       | Seine             | 1 (77)                | 1                  | 1                  | Luisetaines. |
| Château des Dames (fossé 01 du) (canal)                                     | 6                     | 2,70                  | -                                             | Seine             | 1 (77)                | 2                  | 2                  | Le Châtelet-en-Brie ~ Sivry-Courtry. |
| Chelles                                                                     | 1 - Navigable         | 9,16                  | Marne                                         | Seine             | 2 (77-93)             | 6                  | 3                  | Vaires-sur-Marne ~ Chelles~ Torcy. |
| Claye-Souilly (fossé 02 de la Commune de) (canal)                           | 6                     | 2,67                  | Cours d'Eau 01 de la Commune de Claye-Souilly | Seine             | 1 (77)                | 2                  | 2                  | Claye-Souilly ~ Villeparisis. |
| Closeau (canal 01 de)                                                       | 6                     | 1,04                  | Loing                                         | Seine             | 1 (77)                | 2                  | 2                  | Grez-sur-Loing ~ Montcourt-Fromonville. |
| Clotée (fossé 01 de la) (canal)                                             | 6                     | 1,99                  | -                                             | Seine             | 1 (77)                | 2                  | 2                  | Chartrettes ~ Fontaine-le-Port. |
| Cointreau (fossé 01 de) (canal)                                             | 6                     | 2,10                  | Yerres                                        | Seine             | 1 (77)                | 1                  | 1                  | Bernay-Vilbert. |
| Communes (canal 01 des)                                                     | 5                     | 8,45                  | Canal de Bray à la Tombe                      | Seine             | 1 (77)                | 3                  | 3                  | Balloy ~ Bazoches-lès-Bray ~ Mousseaux-lès-Bray. |
| Cornillon ou canal 01 du Luxembourg                                         | 6                     | 0,57                  | Marne                                         | Seine             | 1 (77)                | 2                  | 2                  | Meaux ~ Villenoy. |
| Cossigny (canal 01 de)                                                      | 6                     | 2,65                  | Barbançonne                                   | Seine             | 1 (77)                | 1                  | 1                  | Chevry-Cossigny. |
| Coudre (canal 01 de la),                                                    | 7                     | 1,58                  | Ru du Bois de Barbeau                         | Seine             | 1 (77)                | 2                  | 2                  | Fontaine-le-Port ~ Le Châtelet-en-Brie. |
| Crouy-sur-Ourcq (canal 01 de la Commune de)                                 | 6                     | 0,95                  | Ourcq                                         | Seine             | 2 (77-02)             | 2                  | 1                  | Crouy-sur-Ourcq. |
| Crouy-sur-Ourcq (canal 02 de la Commune de)                                 | 6                     | 0,91                  | Ourcq                                         | Seine             | 2 (77-60)             | 2                  | 1                  | Crouy-sur-Ourcq. |
| Echos du Jard (canal 01 des)                                                | 6                     | 0,33                  | Fossé 01 du Bois aux Moines                   | Seine             | 1 (77)                | 1                  | 1                  | Bombon. |
| Eparmailles (canal 01 des)                                                  | 7                     | 0,96                  | Voulzie                                       | Seine             | 1 (77)                | 2                  | 2                  | Provins ~ Saint-Brice. |
| Essarts (fossé 04 des) (canal)                                              | 6                     | 1,67                  | -                                             | Seine             | 1 (77)                | 1                  | 1                  | Fontainebleau. |
| Étang Sanguinoye (fossé 01 de la) (canal)                                   | 6                     | 1,35                  | -                                             | Seine             | 1 (77)                | 2                  | 2                  | Passy-sur-Seine ~ Grisy-sur-Seine. |
| Faremoutiers (fossé 01 de la Commune de) (canal)                            | 6                     | 2,1                   | -                                             | Seine             | 1 (77)                | 1                  | 1                  | Faremoutiers. |
| Faremoutiers (fossé 02 de la Commune de) (canal)                            | 6                     | 1,3                   | Fossé 01 de la Commonnerie                    | Seine             | 1 (77)                | 1                  | 1                  | Faremoutiers. |
| Fausse Rivière (canal)                                                      | 6                     | 2,22                  | Orvanne                                       | Seine             | 1 (77)                | 1                  | 1                  | Dormelles. |
| Fausse Rivière (la)(canal)                                                  | 6                     | 4,04                  | Grand Morin                                   | Seine             | 1 (77)                | 4                  | 4                  | Mouroux ~ Coulommiers ~ Chailly-en-Brie. |
| Favières (canal 01 de la Commune de)                                        | 6                     | 1,27                  | -                                             | Seine             | 1 (77)                | 1                  | 1                  | Favières. |
| Ferme de Champs (canal 01 de la), (canal 02 de la)                          | 7 - 7                 | 0,35 - 0,27           | -                                             | Seine             | 1 (77)                | 1                  | 1                  | Fleury-en-Bière. |
| Ferme de Champs (canal 03 de la)                                            | 7                     | 0,16                  | Ru de rebais                                  | Seine             | 1 (77)                | 1                  | 1                  | Fleury-en-Bière. |
| Ferme de Champs (canal 04 de la)                                            | 7                     | 1,64                  | Ru de rebais                                  | Seine             | 1 (77)                | 2                  | 2                  | Fleury-en-Bière ~ Saint-Martin-en-Bière. |
| Ferme de Lestumière (canal 01 de la)                                        | 6                     | 1,00                  | Loing                                         | Seine             | 1 (77)                | 1                  | 1                  | Souppes-sur-Loing. |
| Ferme d'Isle (fossé 01 de la) (canal)                                       | 6                     | 1,95                  | Seine                                         | Seine             | 1 (77)                | 3                  | 3                  | Gouaix ~ Grisy-sur-Seine~ Noyen-sur-Seine. |
| Fontaines (canal 01 des)                                                    | 7                     | 0,64                  | Canal du Loing                                | Seine             | 1 (77)                | 2                  | 2                  | Nemours ~ Saint-Pierre-lès-Nemours. |
| Forêt Domaniale de Barbeau (canal 01 de la)                                 | 6                     | 1,03                  | -                                             | Seine             | 1 (77)                | 2                  | 2                  | Fontaine-le-Port ~ Féricy. |
| Forêt Domaniale de Barbeau (canal 02 de la)                                 | 7                     | 1,30                  | -                                             | Seine             | 1 (77)                | 1                  | 1                  | Féricy. |
| Fresnes-sur-Marne (canal 01 de la Commune de)                               | 6                     | 1,50                  | Marne                                         | Seine             | 1 (77)                | 3                  | 3                  | Fresnes-sur-Marne ~ Annet-sur-Marne ~ Jablines. |
| Garennes (canal 01 des)                                                     | 6                     | 2,44                  | Ru de Chevry                                  | Seine             | 1 (77)                | 2                  | 2                  | Châtres ~ Liverdy-en-Brie. |
| Gobillons (canal 01 de la)                                                  | 7                     | 0,35                  | -                                             | Seine             | 1 (77)                | 1                  | 1                  | Châtenay-sur-Seine ~ Égligny. |
| Grand Fossé (le) (canal)                                                    | 6                     | 4,00                  | -                                             | Seine             | 1 (77)                | 3                  | 3                  | Grez-sur-Loing ~ Villiers-sous-Grez ~ Larchant. |
| Grand Morin,                                                                | 6                     | 3,37                  | Canal de Chalifert                            | Seine             | 1 (77)                | 4                  | 4                  | Esbly ~ Montry~ Saint-Germain-sur-Morin ~ Couilly-Pont-aux-Dames. |
| Grande Motte (écluse de la.)                                                | 7                     | 0,69                  | Seine                                         | Seine             | 1 (77)                | 2                  | 2                  | Bazoches-lès-Bray ~ Vimpelles. |
| Grands Clos (fossé 01 des) (canal)                                          | 6                     | 0,94                  | Canal 01 des Communes                         | Seine             | 1 (77)                | 2                  | 2                  | Bazoches-lès-Bray ~ Mousseaux-lès-Bray. |
| Grands Prés (canal 07 des), (canal 08 des)                                  | 6 - 7                 | 0,98 - 0,79           | Lunain                                        | Seine             | 1 (77)                | 2                  | 2                  | Treuzy-Levelay ~ Nanteau-sur-Lunain. |
| Grands Sillons (fossé 01 des) (canal)                                       | 6                     | 1,08                  | Étang de Beuvron                              | Seine             | 1 (77)                | 2                  | 2                  | Amillis ~ Dagny. |
| Grange du Bois (canal 01 de la)                                             | 7                     | 0,80                  | Ru de Bouisy                                  | Seine             | 1 (77)                | 2                  | 2                  | La Chapelle-Gauthier ~ Châtillon-la-Borde. |
| Gretz-Armainvilliers (canal 01 de la Commune de)                            | 6                     | 1,27                  | -                                             | Seine             | 1 (77)                | 2                  | 2                  | Favières ~ Gretz-Armainvilliers. |
| Lésigny (fossé 01 de la Commune de) (canal)                                 | 6                     | 1,99                  | -                                             | Seine             | 1 (77)                | 1                  | 1                  | Lésigny. |
| Loing                                                                       | 1 - Navigable         | 45,90                 | Loing                                         | Seine             | 2 (77-45)             | 16                 | 12                 | Château-Landon ~ Souppes-sur-Loing ~ La Madeleine-sur-Loing ~ Bagneaux-sur-Loing ~ Saint-Pierre-lès-Nemours ~ Nemours ~ Montcourt-Fromonville ~ La Genevraye ~ Épisy, Écuelles ~ Moret-sur-Loing ~ Saint-Mammès ~ Darvault.                                                     |
| Manoir de Beau Moulin (canal 01 du)                                         | 6                     | 1,40                  | Loing                                         | Seine             | 1 (77)                | 2                  | 2                  | Bagneaux-sur-Loing ~ Souppes-sur-Loing. |
| Marais les Petits (canal)                                                   | 6                     | 1,09                  | Ourcq                                         | Seine             | 1 (77)                | 1                  | 1                  | May-en-Multien. |
| Marolles (dérivation de)                                                    | 6                     | 2,04                  | Seine                                         | Seine             | 1 (77)                | 1                  | 1                  | Marolles-sur-Seine. |
| May-en-Multien (canal 01 de la Commune de)                                  | 6                     | 1,35                  | Ourcq                                         | Seine             | 1 (77)                | 1                  | 1                  | May-en-Multien. |
| Meaux (canal 01 de la Commune de)                                           | 6                     | 0,59                  | Ourcq                                         | Seine             | 1 (77)                | 1                  | 1                  | Meaux. |
| Meaux à Chalifert                                                           | 4                     | 12,60                 | Marne                                         | Seine             | 1 (77)                | 7                  | 7                  | Chalifert ~ Coupvray ~ Esbly ~ Condé-Sainte-Libiaire ~ Mareuil-lès-Meaux ~ Nanteuil-lès-Meaux ~ Meaux. |
| Mon Plaisir (canal 01 de)                                                   | 6                     | 0,91                  | Grand Morin                                   | Seine             | 1 (77)                | 2                  | 2                  | Voulangis ~ Crécy-la-Chapelle. |
| Montigny (fossé de) (canal)                                                 | 6                     | 3,29                  | Beuvronne                                     | Seine             | 1 (77)                | 3                  | 3                  | Claye-Souilly ~ Annet-sur-Marne ~ Fresnes-sur-Marne. |
| Mouroux (canal 01 de la Commune de)                                         | 6                     | 1,15                  | -                                             | Seine             | 1 (77)                | 1                  | 1                  | Mouroux. |
| Louan-Villegruis-Fontaine (canal 01 de la Commune de)                       | 6                     | 0,91                  | Cours d'Eau 01 de Cent Pieds                  | Seine             | 2 (77-51)             | 2                  | 1                  | Louan-Villegruis-Fontaine. |
| Ourcq                                                                       | 2 - Navigable         | 96,55                 | Bassin de la Villette                         | Seine             | 4 (77-93-75-60)       | 33                 | 19                 | Lizy-sur-Ourcq ~ May-en-Multien ~ Crégy-lès-Meaux ~ Meaux ~ Poincy ~ Varreddes ~ Congis-sur-Therouanne ~ Mitry-Mory ~ Gressy ~ Messy ~ Charmentray ~ Claye-Souilly ~ Fresnes-sur-Marne ~ Villeparisis ~ Precy-sur-Marne ~ Trilbardou ~ Vignely ~ Isles-les-Villenoy ~ Villenoy. |
| Parc (fossé 01 du) (canal)                                                  | 6                     | 1,75                  | -                                             | Seine             | 1 (77)                | 1                  | 1                  | Hermé. |
| Parc de Tanqueux (canal 01 du), (canal 02 du), (canal 03 du)                | 7 - 7 - 7             | 0,37 - 0,40 - 0,07    | Marne                                         | Seine             | 1 (77)                | 1                  | 1                  | Chamigny. |
| Parc des Fresnes (canal 01 du)                                              | 6                     | 2,20                  | Canal 01 de la Commune de Fresnes-sur-Marne   | Seine             | 1 (77)                | 2                  | 2                  | Fresnes-sur-Marne ~ Annet-sur-Marne. |
| Pâture du Mée (fossé 01 de la)(canal)                                       | 6                     | 1,02                  | Fossé 01 de la Verpillotte                    | Seine             | 1 (77)                | 1                  | 1                  | Everly. |
| Pâtures de Champ Grand (fossé 01 des)(canal)                                | 6                     | 1,95                  | Canal 01 des Communes                         | Seine             | 1 (77)                | 1                  | 1                  | Bazoches-lès-Bray. |
| Pièce au Prêtre (fossé 01 de la)(canal)                                     | 6                     | 2,17                  | Grande Noue d'Hermé                           | Seine             | 1 (77)                | 2                  | 2                  | Everly ~ Mouy-sur-Seine. |
| Pièce de Mémorant (canal 01 de la)                                          | 7                     | 0,37                  | Canal 01 des Pommeraies                       | Seine             | 1 (77)                | 2                  | 2                  | Perthes ~ Villiers-en-Bière. |
| Pièce des Mares (canal 01 de la)                                            | 6                     | 2,39                  | Ru de Bouisy                                  | Seine             | 1 (77)                | 2                  | 2                  | La Chapelle-Gauthier ~ Châtillon-la-Borde. |
| Plaine du Jard (fossé 01 de la)(canal)                                      | 6                     | 1,37                  | Ru du Jard                                    | Seine             | 1 (77)                | 2                  | 2                  | Montereau-sur-le-Jard ~ Voisenon. |
| Pommeraies (canal 01 des)                                                   | 6                     | 1,50                  | Canal 02 des Pommeraies                       | Seine             | 1 (77)                | 2                  | 2                  | Perthes ~ Villiers-en-Bière. |
| Pommeraies (canal 02 des)                                                   | 6                     | 1,82                  | Bras 01 des Pommeraies                        | Seine             | 1 (77)                | 1                  | 1                  | Villiers-en-Bière. |
| Pommeraies (canal 03 des)                                                   | 6                     | 1,69                  | Ru de la Mare aux Evées                       | Seine             | 1 (77)                | 2                  | 2                  | Chailly-en-Bière ~ Villiers-en-Bière. |
| Pontcarré (canal 01 de la Commune de)                                       | 6                     | 2,18                  | Morbras                                       | Seine             | 1 (77)                | 4                  | 4                  | Croissy-Beaubourg ~ Roissy-en-Brie ~ Pontcarré ~ Collégien. |
| Pontcarré (canal 02 de la Commune de)                                       | 6                     | 2,63                  | Canal 01 de la Commune de Pontcarré           | Seine             | 1 (77)                | 2                  | 2                  | Roissy-en-Brie ~ Pontcarré. |
| Pont du Roi (fossé 01 du) (canal)                                           | 6                     | 0,95                  | Ruisseau des Hauldres                         | Seine             | 1 (77)                | 1                  | 1                  | Lieusaint. |
| Poplin Sergent (fossé 01 du) (canal)                                        | 6                     | 1,89                  | Ru de Frégy                                   | Seine             | 1 (77)                | 2                  | 2                  | Bernay-Vilbert ~ Fontenay-Trésigny |
| Prairie de Bray (canal 01 de la)                                            | 6                     | 1,00                  | Ourcq                                         | Seine             | 1 (77)                | 1                  | 1                  | Lizy-sur-Ourcq. |
| Prés de Saveuse (canal 01 des), (canal 02 des)                              | 6 - 6                 | 0,91 - 1,48           | Lunain                                        | Seine             | 1 (77)                | 2                  | 2                  | Épisy ~ Villemer. |
| Prés Ruelles (fossé 02 des) (canal),                                        | 6                     | 1,34                  | Seine                                         | Seine             | 1 (77)                | 1                  | 1                  | Gravon. |
| Provins (canal 01 de la Commune de),                                        | 6                     | 2,86                  | Voulzie                                       | Seine             | 1 (77)                | 1                  | 1                  | Provins. |
| Puterie (canal 01 de la)                                                    | 7                     | 1,24                  | Ru de Bouisy                                  | Seine             | 1 (77)                | 1                  | 1                  | La Chapelle-Gauthier. |
| Puterie (canal 02 de la)                                                    | 7                     | 0,27                  | Ru Guénin                                     | Seine             | 1 (77)                | 1                  | 1                  | La Chapelle-Gauthier. |
| Quarante-Cinq Arpents (fossé 01 des) (canal)                                | 6                     | 3,20                  | Ruisseau des Pres Hauts                       | Seine             | 2 (77-91)             | 2                  | 1                  | Lieusaint. |
| Quarante-Cinq Arpents (bras 01) (canal)                                     | 7                     | 0,78                  | Fossé 01 des Quarante-Cinq Arpents            | Seine             | 1 (77)                | 1                  | 1                  | Lieusaint. |
| Quincy-sous-Sénart (canal 01 de la Commune de)                              | 6                     | 1,94                  | -                                             | Seine             | 2 (77-91)             | 2                  | 1                  | Combs-la-Ville. |
| Quétotrain (fossé 01 de)(canal)                                             | 6                     | 2,35                  | Ru de Vulaine                                 | Seine             | 1 (77)                | 2                  | 2                  | Lumigny-Nesles-Ormeaux ~ Rozay-en-Brie. |
| Rochères (canal 01 des)                                                     | 6                     | 2,67                  | Orvin                                         | Seine             | 2 (77-10)             | 4                  | 2                  | Fontaine-Fourches ~ Villiers-sur-Seine. |
| Saint-Michel (fossé) (canal)                                                | 6                     | 1,30                  | Visandre                                      | Seine             | 1 (77)                | 1                  | 1                  | Voinsles. |
| Saint-Thibault-des-Vignes (Cours d'Eau 01 de la Commune de) (canal)         | 6                     | 1,06                  | Gondoire                                      | Seine             | 1 (77)                | 1                  | 1                  | Saint-Thibault-des-Vignes. |
| Sainte-Colombe (canal 01 de la Commune de)                                  | 5                     | 5,01                  | Voulzie                                       | Seine             | 1 (77)                | 3                  | 3                  | Sainte-Colombe ~ Poigny ~ Provins. |
| Soisy-sur-Seine (canal 01 de la Commune de)                                 | 6                     | 4,32                  | Fossé Daniel                                  | Seine             | 2 (77-91)             | 4                  | 1                  | Combs-la-Ville. |
| Thérouanne (canal d'Alimentation de la)                                     | 6                     | 2,08                  | Canal de l'Ourcq                              | Seine             | 1 (77)                | 1                  | 1                  | Congis-sur-Thérouanne. |
| Traversins (fossé 02 des) ou ru de Bouillant (canal)                        | 6                     | 1,03                  | Yerres                                        | Seine             | 1 (77)                | 2                  | 2                  | Aubepierre-Ozouer-le-Repos ~ Courtomer. |
| Treillage (canal 01 du)                                                     | 6                     | 0,81                  | La Reneuse                                    | Seine             | 1 (77)                | 1                  | 1                  | Villeparisis. |
| Vallée de Dormelles (canal 01 de la)                                        | 6                     | 0,18                  | Orvanne                                       | Seine             | 1 (77)                | 1                  | 1                  | Dormelles. |
| Varinfroy (canal 01 de la Commune de)                                       | 6                     | 3,11                  | Canal de l'Ourcq                              | Seine             | 2 (77-60)             | 3                  | 1                  | May-en-Multien. |
| Verpillotte (fossé 01 de la) (canal)                                        | 6                     | 2,14                  | Grande Noue d'Hermé                           | Seine             | 1 (77)                | 1                  | 1                  | Everly. |
| Vieux Graville (fossé 01 du) (canal)                                        | 6                     | 4,04                  | Fossé 01 de Prieuré                           | Seine             | 1 (77)                | 3                  | 3                  | Champagne-sur-Seine ~ Machault ~ Vernou-la-Celle-sur-Seine. |
| Villiers-sur-Seine (canal 01 de la Commune de)                              | 6                     | 4,82                  | -                                             | Seine             | 2 (77-10)             | 4                  | 2                  | Villiers-sur-Seine ~ Noyen-sur-Seine. |
| Vivier (canal 01 du)                                                        | 6                     | 0,92                  | Ru des Monbarres                              | Seine             | 1 (77)                | 1                  | 1                  | Favières. |